# Thousand Roads
| Recensione       | Giudizio |
| ---------------- | -------- |
| AllMusic         | [ 1 ]    |
| Robert Christgau | C-       |

Thousand Roads è un album discografico di David Crosby, pubblicato dalla casa discografica Atlantic Records nel maggio del 1993.

## Tracce
1. Hero – 4:39 (Phil Collins, David Crosby)
2. Too Young to Die – 5:45 (Jimmy Webb)
3. Old Soldier – 4:58 (Marc Cohn)
4. Through Your Hands – 4:33 (John Hiatt)
5. Yvette in English – 5:53 (Joni Mitchell, David Crosby)
6. Thousand Roads – 4:31 (David Crosby)
7. Columbus – 4:26 (Noel Brazil)
8. Helpless Heart – 4:18 (Paul Brady)
9. Coverage – 3:32 (Bonnie Hayes)
10. Natalie – 4:55 (Stephen Bishop)

## Formazione
- David Crosby - voce
- Phil Collins - tastiera, cori, batteria, percussioni
- Jeff Pevar - chitarra
- Pino Palladino - basso
- C.J. Vanston - tastiera
- Michael Landau - chitarra elettrica
- Paul Wickens - fisarmonica, tastiera
- Jim Keltner - batteria
- Paulinho Da Costa - percussioni
- Jimmy Webb - pianoforte
- Andy Fairweather Low - chitarra elettrica
- Benmont Tench - tastiera
- Ethan Johns - batteria, percussioni, chitarra elettrica addizionale
- David Watkins Clarke - basso
- Dean Parks - chitarra, flauto
- Russ Kunkel - batteria
- Bonnie Hayes - tastiera
- Luis Conte - percussioni
- Bernie Leadon - chitarra acustica, chitarra elettrica
- David Young - basso
- Jeff Porcaro - batteria
- Suzie Katayama - violoncello
- Larry Corbett - violoncello
- Daniel Smith - violoncello
- Armen Garabedian - violino
- Dimitrie Levici - violino
- Berj Garabedian - violino
- Ruth Johnson - violino
- Evan Wilson - viola
- Scott Haupert - viola
- Maria Newman - viola
- Graham Nash - armonica a bocca, cori
- Kipp Lennon, Jackson Browne, Stephen Bishop - cori